# Noa Presas Bergantiños
Noa Olalla Presas Bergantiños (Ourense, 2 d'octubre de 1987) és una política gallega del Bloc Nacionalista Gallec (BNG).
Llicenciada en Filologia Gallega i Romànica per la Universitat de Santiago de Compostel·la, té un màster en Magisteri. Als 16 anys es va incorporar a l'organització estudiantil Comités Abertos de Estudantes i va començar a militar al BNG. Ha treballat com a lingüista, professora i teleoperadora en un servei d'atenció al client. Va ser cap de llista de la província d'Ourense pel BNG a les eleccions al Parlament a Galícia el 2016, essent elegida membre del Parlament de Galícia.